# Фетва
Фе́тва (фатва, фатуа; араб. فتوى‎, мн.ч. фатауа) — в исламе решение по какому-либо вопросу, выносимое муфтием, факихом или алимом, основываемое на принципах ислама и на прецедентах мусульманской юридической практики.

## Общие сведения
Фетву можно определить как нормативно-правовой источник исламского права, выступающего как умозаключения учёных мира ислама, имеющих авторитет, по конкретным рассматриваемым вопросам, инициированным исламскими судьями (кадиями) или по запросу Меджлиса.
Фетва должна быть основана на принципах шариата. В конечном счёте фетва является также источником права, но скорее производным, так как вытекает из шариата (впрочем, как и байа).
Исламовед А. А. Игнатенко определяет суть фетвы следующим образом: «Это документ, в котором некое положение объясняется в опоре в первую очередь на Коран, во вторую очередь — на Сунну Пророка и, в третью очередь, в опоре на заключения тех исламских учёных, которые являются авторитетами для данного муфтия, то есть для того, кто эту фетву издаёт».

## Содержание
Фетва содержит в себе введение (постановка проблемы), описание проблемы, мотивировочную часть и, в конце, повеление (установленное правило поведения).

## Обусловленность
Фетвы сильно обусловлены мазхабами (правовыми школами), но, всё же, многие из фетв носят общемусульманский характер. Западный мир в англосаксонской правовой системе знает прецедентный характер права в силу прецедента по конкретному делу в форме решения судьи, создающего новую норму права. В исламском мире кади не создают такого прецедента, а право формируют так же прецедентно фетвы, как мнение исламских учёных. Муфтии, факихи или алимы могут и сами, а не только по запросу судьи, вынести фетву, но более предпочтительно обращение к ним за советом. Сборники фетвы являются авторитетным источником права для кади и, в силу этого, исламское право также постоянно находится в динамике и обновляется.